# Pattie Maes

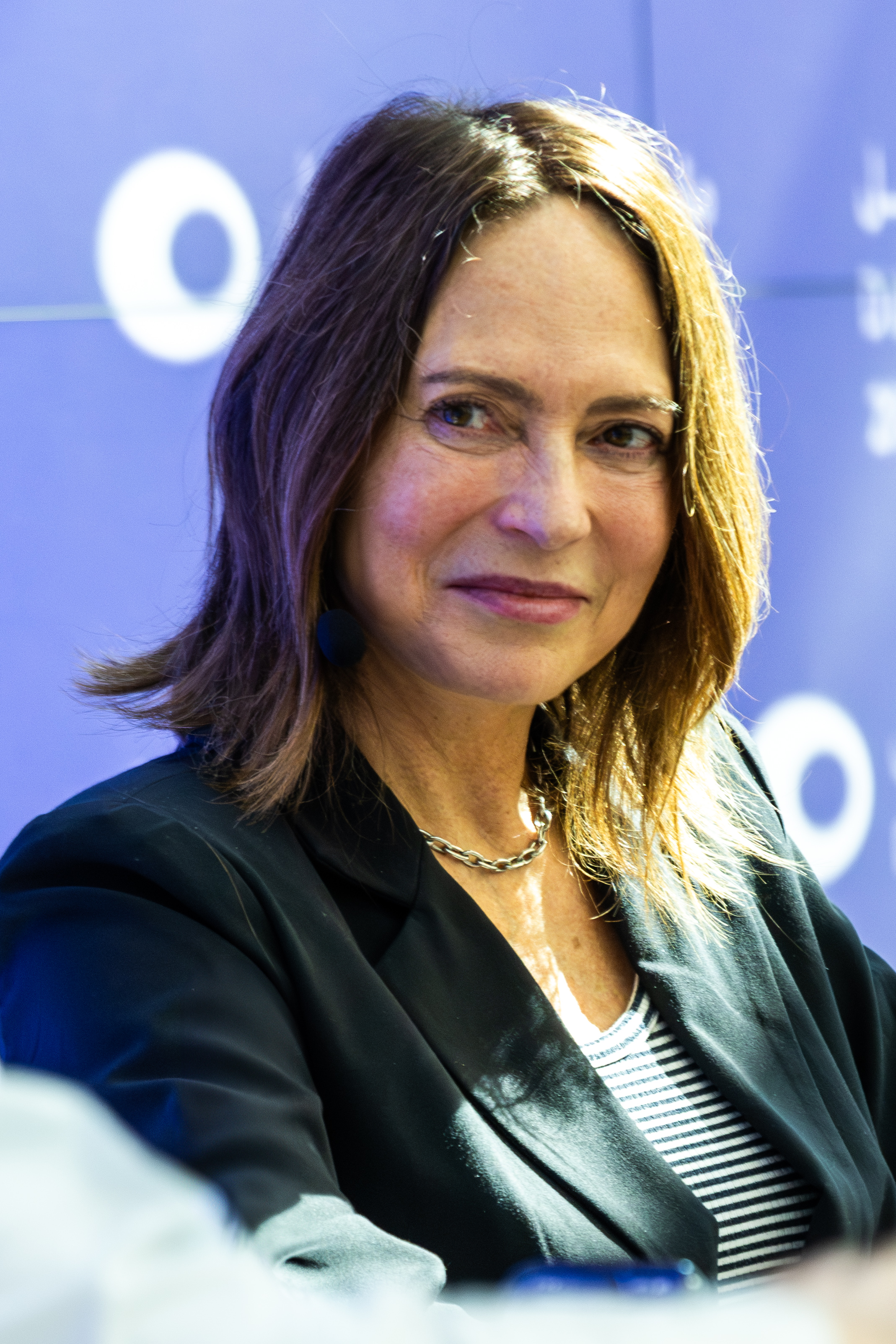
Pattie Maes

Pattie Maes (* 1961 in der Region Brüssel, Belgien) ist eine belgische Informatikerin und Professorin für Medienwissenschaften am Massachusetts Institute of Technology.

## Leben
Maes studierte an der Vrije Universiteit Brussel in Belgien, erhielt 1983 den Bachelor und promovierte dort 1987 in Informatik mit Auszeichnung bei Luc Steels. Danach arbeitete sie als Wissenschaftlerin bei der Belgischen Nationalen Stiftung für Wissenschaft und leitete zeitgleich ein Projekt zu Autonomen Agenten im Labor für künstliche Intelligenz an der Universität in Brüssel. 1989 übernahm sie eine Gastprofessur am Massachusetts Institute of Technology (MIT) und ist dort seit 1995 außerordentliche Professorin im MIT Media Lab. Sie ist mit dem Computergrafikforscher Karl Sims verheiratet.

## Forschung und Wirkung
Maes Forschungsgebiete sind die Mensch-Computer-Interaktion, intelligente Schnittstellen und allgegenwärtiges Computing. 1990 gründete sie die Software Agents Group im Media Laboratory. Ein weiteres Projekt am MIT Media Laboratory war die Fluid Interfaces Group, die die Interaktion von Computer und Benutzer untersuchte. Sie war auch an einer Reihe von Geschäftsvorhaben beteiligt, so 1995 bei der Gründung eines webbasierten Dienstes namens Firefly. Dieser Dienst ermöglichte Einzelpersonen durch gemeinsame Interessen eine Online-Community durch kollaboratives Filtern aufzubauen. 1998 kaufte Microsoft dieses Unternehmen. 1999 gründete sie Open Ratings, wo Technologien angeboten wurden, mit denen Leistungsmuster von Lieferanten nachverfolgt und identifiziert und anschließend mithilfe von Simulationen Vorhersagen getroffen und der Entscheidungsprozess verbessert werden konnten. Open Ratings wurde später von Dun & Bradstreet gekauft. Sie ist Redaktionsmitglied und Gutachter für zahlreiche Fachzeitschriften und Konferenzen.

## Auszeichnungen
- eine der „100 Menschen für das neue Jahrhundert“, Newsweek Magazine
- Mitglied der Cyber-Elite (die 50 technologisch führenden Pioniere der Hightech-Welt), TIME Digital
- Global Leader for Tomorrow, World Economic Forum
- 1995: Preis für die Kategorie World Wide Web, Ars Electronica
- 2000: Lifetime Achievement Award, Massachusetts Interactive Media Council